# Enicodes kaszabi
Enicodes kaszabi là một loài bọ cánh cứng trong họ Cerambycidae.